# Cola gigantea
Cola gigantea är en malvaväxtart som beskrevs av A. Chevalier. Cola gigantea ingår i släktet Cola och familjen malvaväxter. Utöver nominatformen finns också underarten C. g. glabrescens.

## Bildgalleri

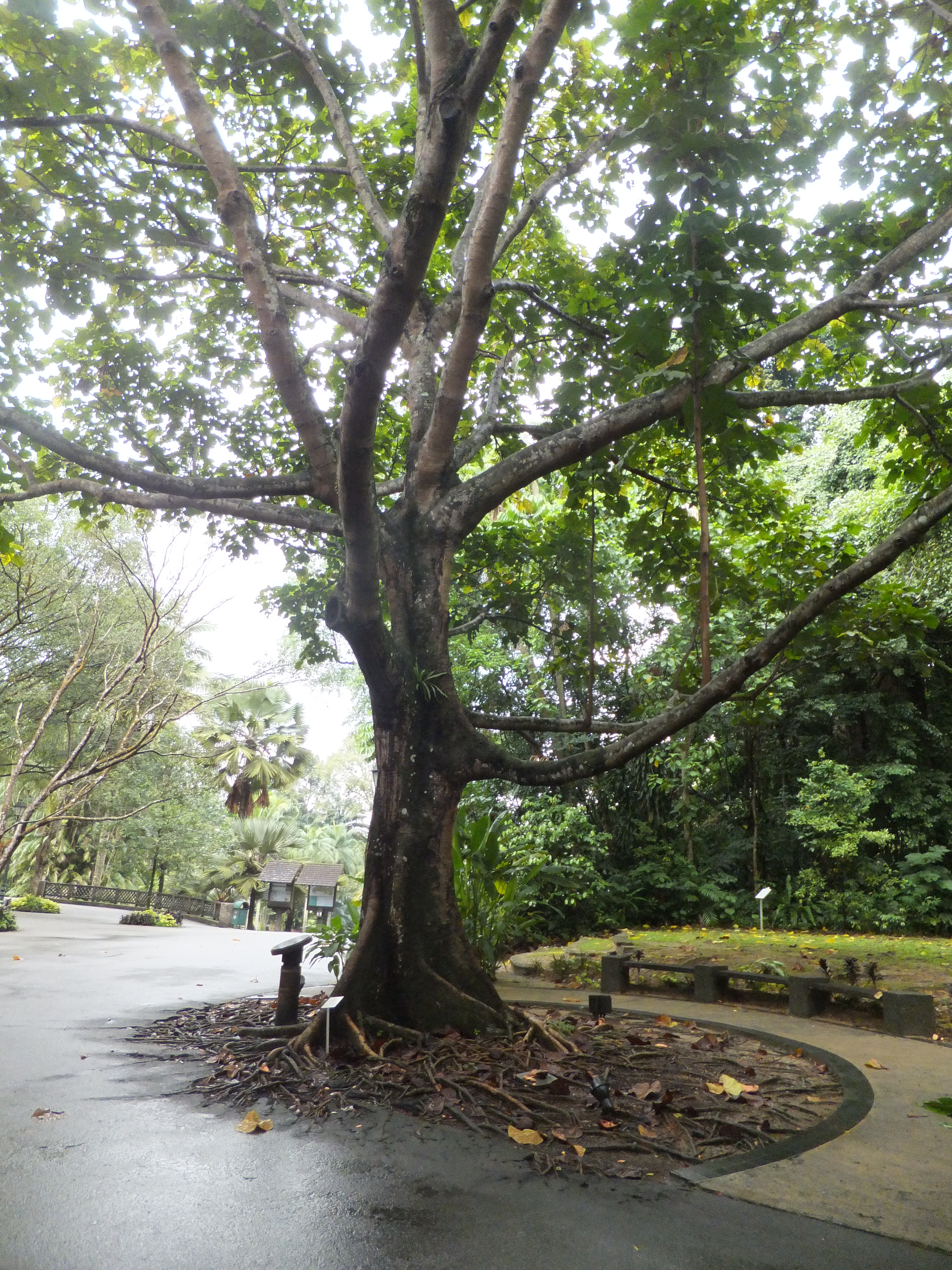
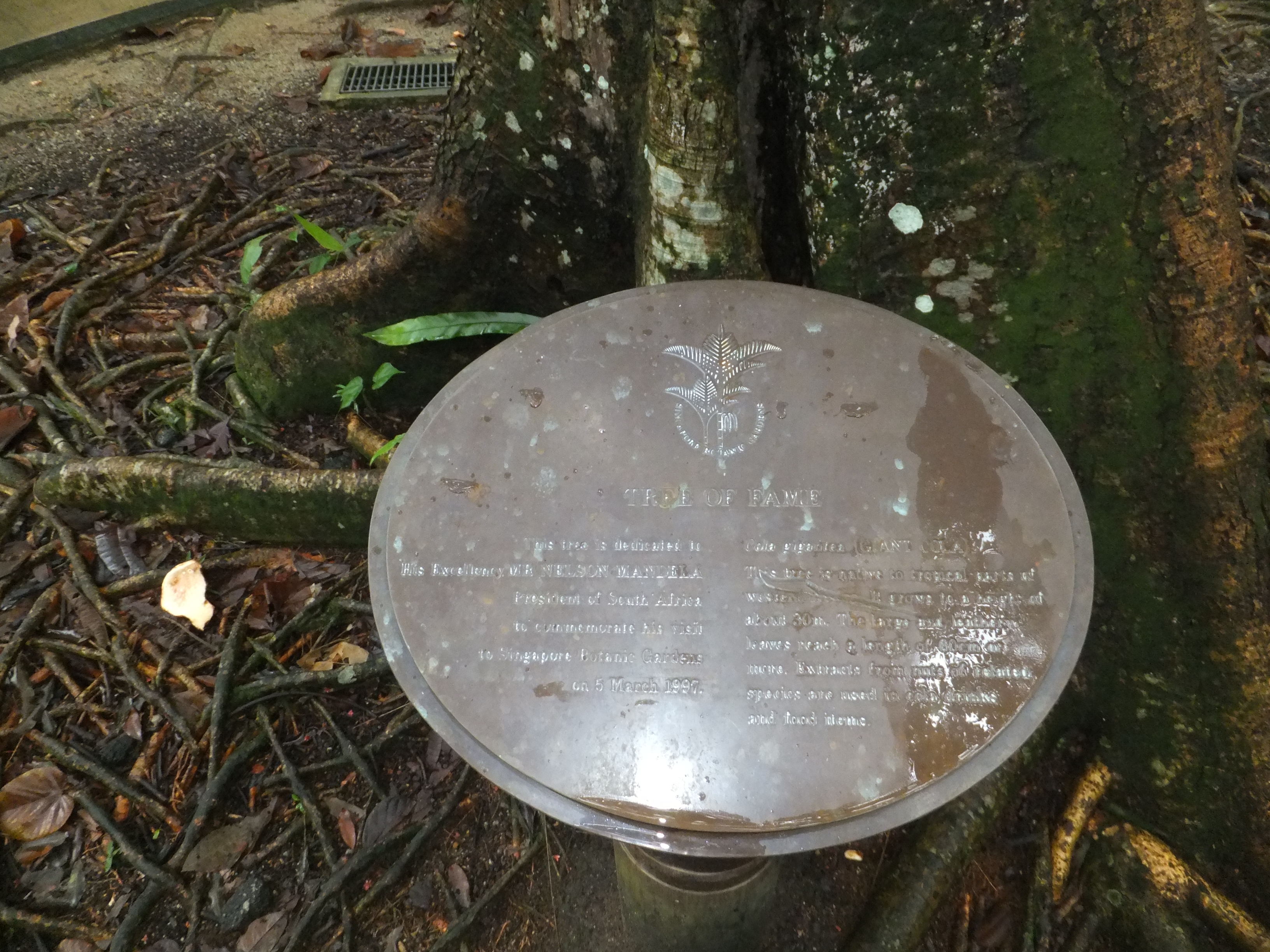